# バイオハザード (サウンドトラック)
『バイオハザード』は、1996年に発表されたゲーム『バイオハザード』のサウンドトラックアルバム。1996年8月7日にEMIミュージック・ジャパンからリリースされた。英語圏では“ Biohazard Original Soundtrack Remix ”のタイトルで発売された。
英語圏におけるタイトル名の通り、純粋なゲーム音源の収録ではなく、ゲームプレイ中の音声がそのまま含まれていたり、曲そのものがリミックスされているものも多い。ゲーム音源を忠実に収録したサウンドトラックは2019年現在も発売されていない。

## 収録曲
1. テラー(ダークネス・リヴズ)
2. アット・ディープ・マウンテンズ・アンド・ダーク・ヴァレイズ,ザ・ナイト・ビギンズ
3. ザ・ワン・フー・サーヴァイヴス
4. ファタル・バイト
5. ワンダリング・アバウト
6. ア・テスター
7. ザ・ムーンライト・ソナタ
8. ヨウン
9. ピース・オブ・マインド
10. ディスマル・フィールド
11. アイヴス・ドメイン
12. ヴァカント・フラット
13. ホワット・ユー・ヒア・イズ…
14. フラッデド・コリダー
15. プラント
16. ディセプション
17. アンエクスペクテッド・クライシス(ザ・ニンブル・ワン)
18. クイアー・ストラクチュア
19. サイ・オブ・リリーフ
20. ナロウ・アンド・クローズ
21. トラスト・オア・ノット
22. レクイエム
23. コンシールド・パッセージ
24. ブラック・タイガー
25. ザ・デプス(ファー・フロム・ザ・サン)
26. ディスクローズド・シークレット
27. コンクリートバウンド
28. ダブルクロッサー
29. トリート・トゥ・オウフル・フライト
30. 10ミニッツ・アンティル・エクスプロージョン
31. ファイナリー・ザ・トゥー・メット
32. 5ミニッツ・アンティル・エクスプロージョン
33. タイラント
34. スティル・ダウン